# The Best of Earth, Wind & Fire Vol. I
The Best of Earth, Wind & Fire Vol. I es el primer álbum de grandes éxitos de la banda estadounidense Earth, Wind & Fire, lanzado en 1978 por Columbia Records. El álbum alcanzó el puesto número 3 y 6 en las listas Billboard Soul LPs y Top LPs & Tape, respectivamente. El álbum ha sido certificado 5× platino por la Recording Industry Association of America (RIAA), así como platino en el Reino Unido y Canadá, por la British Phonographic Industry y Music Canada, respectivamente. 

## Recepción de la crítica
Un escritor no especificado de la revista Billboard describió el álbum como “un paquete ingenioso que mezcla baladas suaves con números funky discotizados”, añadiendo: “Varios de los cortes anteriores fueron coproducidos por el fallecido Charles Stepney, y todos son a la vez ultra elegantes y tremendamente rítmicos. Los arreglos de cuerdas y trompetas con mucho cuerpo resaltan las tres pistas más nuevas”. Los Angeles Times calificó el álbum como “un paquete excelente sin pistas extrañas o débiles”. Crispin Cioe de High Fidelity escribió: “Para los expertos en pop/r&b, este es imprescindible”.
Steve Huey de AllMusic dijo: “Pero incluso si es una colección de éxitos incompleta, The Best of Earth, Wind & Fire, Vol. 1 todavía se ubica como una fuerte encapsulación de EWF, los innovadores del funk. Los sencillos reunidos aquí constituyen algunos de los La música más rica y sofisticada que jamás haya producido el movimiento funk; cuando la crema absoluta del catálogo del grupo se escucha de una manera tan concentrada, el efecto es deslumbrante”.  El New York Daily News también afirmó: “Desde sus inicios, Earth Wind and Fire han sido una de las agrupaciones de soul más hábiles que existen, y este disco es una muestra de buen ritmo. A veces es difícil creer que la combinación de influencias, que van desde Sly Stone y Stevie Wonder hasta los arreglos decididamente de trompeta, estilo Chicago, no superan al grupo, pero su buen humor lo lleva continuamente a la cima”.

## Lista de canciones
| Lado uno |                                                                                |                                                  |          |  |
| N.º      | Título                                                                         | Escritor(es)                                     | Duración |  |
| 1.       | «Got to Get You into My Life» (de Sgt. Pepper's Lonely Hearts Club Band, 1978) | John Lennon, Paul McCartney                      | 4:04     |  |
| 2.       | «Fantasy» (de All 'n All, 1977)                                                | Eduardo del Barrio, Maurice White, Verdine White | 3:47     |  |
| 3.       | «Can't Hide Love» (de Gratitude, 1975)                                         | Skip Scarborough                                 | 4:09     |  |
| 4.       | «Love Music» (previously unreleased)                                           | Scarborough                                      | 3:56     |  |
| 5.       | «Getaway» (de Spirit, 1976)                                                    | Peter Cor, Bernard “Beloyd” Taylor               | 3:46     |  |

| Lado dos |                                                                      |                                     |          |  |
| N.º      | Título                                                               | Escritor(es)                        | Duración |  |
| 1.       | «That's the Way of the World» (de That's the Way of the World, 1975) | Charles Stepney, M. White, V. White | 5:54     |  |
| 2.       | «September» (previously unreleased)                                  | Al McKay, Allee Willis, M. White    | 3:36     |  |
| 3.       | «Shining Star» (de That's the Way of the World, 1975)                | Philip Bailey, Larry Dunn, M. White | 2:51     |  |
| 4.       | «Reasons» (de That's the Way of the World, 1975)                     | Bailey, Stepney, M. White           | 5:00     |  |
| 5.       | «Sing a Song» (de Gratitude, 1975)                                   | McKay, M. White                     | 3:24     |  |

## Posicionamiento

### Gráfica semanal
| Gráfica (1979)                            | Pico de posición |
| ----------------------------------------- | ---------------- |
| Alemania (Offizielle Top 100)             | 28               |
| Australia (Kent Music Report)             | 7                |
| Estados Unidos (Billboard Top LPs & Tape) | 6                |
| Estados Unidos (Billboard Soul LPs)       | 3                |
| Finlandia (Suomen virallinen lista)       | 7                |
| Japón (Oricon Albums Chart)               | 12               |
| Nueva Zelanda (Recorded Music NZ)         | 3                |
| Países Bajos (Album Top 100)              | 19               |
| Reino Unido (UK Albums Chart)             | 6                |
| Suecia (Sverigetopplistan)                | 13               |

### Gráfica de fin de año
| Gráfica (1979)                    | Pico de posición |
| --------------------------------- | ---------------- |
| Nueva Zelanda (Recorded Music NZ) | 18               |

## Certificaciones y ventas
| País                  | Certificación | Ventas    |
| --------------------- | ------------- | --------- |
| Canadá (Music Canada) | Platino       | 100,000   |
| Estados Unidos (RIAA) | 5× Platino    | 5,000,000 |
| Países Bajos (NVPI)   | Oro           | 50,000    |
| Reino Unido (BPI)     | Platino       | 300,000   |